# Рудольф I (граф Понтье)
Рудольф I (Рауль I; фр. Raoul, нем. Rudolph; умер 15 октября 866) — граф Понтье с 853 года, граф Санса, граф Труа с 858 года, светский аббат Жюмьежа (848—860) и Сен-Рикье (856—860), сын Вельфа I и Хелвиги Саксонской.

## Биография

### Правление
Своим положением Рудольф обязан тому, что его сестра Юдифь Баварская вышла замуж за императора Людовика I Благочестивого. После брака сестры он сначала получил аббатства Жюмьеж, а затем Сен-Рикье. После восстания сыновей Людовика он вместе со своим братом Конрадом был в апреле 830 года насильственно пострижен Лотарем I.
В 853 году его племянник, правитель Западно-Франкского государства Карл II Лысый, сделал его графом Понтье, а после мятежа нейстрийской знати в 858 году передал в управление графство Труа.

### Брак и дети
Жена: Хруодун
- Конрад Чёрный (умер 22 марта 882) — граф Парижа с 866 года, граф Санса
- Вельф (умер 14 ноября 881) — аббат Сен-Коломб-де-Санс и Сен-Рикье
- Гуго (умер после 867) — священник в монастыре Сен-Солв в Валансьене
- Рудольф II (умер после 895) — граф в Тургау и Цюрихгау, маркграф Реции